# Béla Kun
Béla Kun (nat Béla Kohn) va néixer el 20 de febrer de 1886 a Szilágycsehi, llavors Hongria, l'actual Cehu Silvaniei, a Transsilvània (Romania), i va morir el 29 d'agost de 1938 a la Unió Soviètica. Va ser un polític comunista hongarès d'origen jueu que va governar Hongria durant un període breu de temps el 1919.
El 1913 es va casar amb la mestra de música Iren Gal. Es va fer socialdemòcrata i amic de n'Endre Ady i altres intel·lectuals d'esquerra. Reclutat per l'exèrcit austrohongarès, va caure presoner de les tropes russes lluitant durant la Primera Guerra Mundial. El seu contacte amb la revolució russa el va convertir amb un fervent bolxevic, va conèixer Lenin i en acabar la guerra va partir cap a Hongria amb el propòsit de participar en la revolució.
El març de 1919 els comunistes dirigits per Béla Kun assumiran el poder de la República Soviètica Hongaresa fins a ser derrotats per les forces contrarevolucionàries ajudades per l'exèrcit romanès durant la guerra hongaresoromanesa.
Durant la Gran Purga estalinista, va ser acusat de trotskisme i va ser detingut el 1937. Torturat, com tots els altres «desviacionistes», per l'NKVD, va ser enviat i executat al gulag el 29 d'agost de 1938, segons les revelacions del govern soviètic en 1989 (abans es creia que havia mort al camp de tir Kommunarka de Moscou al poc de la detenció).